# R-21 (misil)
R-21 (en ruso: P-21, designación GRAU: 4К55, designación OTAN: SS-N-5) fue el nombre de un misil balístico soviético desarrollado a principios de los años 1960 y propulsado por combustible líquido, diseñado para ser lanzado desde un submarino. Fue el primero en poder ser lanzado con el submarino sumergido. Dejó de estar en servicio en 1989.
Hubo una versión más avanzada, el R-21A (en ruso: P-21A, designación OTAN: SS-N-5), de mayor alcance.

## Especificaciones

### R-21
- Apogeo: 300 km
- Masa total: 17.700 kg
- Diámetro: 1,42 m
- Longitud total: 12,9 m
- Envergadura: 1,42 m
- Ojiva: 910 kg
- Alcance máximo: 1400 km
- CEP: 3,23 km

### R-21A
- Apogeo: 300 km
- Masa total: 14.300 kg
- Diámetro: 1,49 m
- Longitud total: 9,63 m
- Envergadura: 1,49 m
- Alcance máximo: 3000 km